# La zorra
La zorra (título original en inglés: The Fox) es una película dramática estadounidense del año 1967, basada en la novela homónima del escritor D. H. Lawrence, dirigida por Mark Rydell e interpretada por Sandy Dennis, Anne Heywood y Keir Dullea, que gira en torno a un triángulo amoroso.

## Tema
Una pareja de lesbianas ve truncada su relación cuando aparece un apuesto extraño.

## Argumento
Jill y Ellen son una pareja de lesbianas que viven en una aislada granja de Canadá, cuya relación amorosa se ve truncada cuando con la aparición de Paul, Ellen comienza una relación con éste, lo que desemboca en un duro enfrentamiento entre los tres, que se salda con la muerte de Jill, aplastada por un árbol.
- Datos: Q2557189